# Kazo
Kazo (jap. 加須市, -shi) ist eine Stadt im Norden der japanischen Präfektur Saitama. In Kazo werden die meisten der bekannten Karpfenfahnen hergestellt und die Stadt gilt als ihre Heimat. Berühmt ist Kazo außerdem für seine Udon.

## Geografie
Im Norden fließt der Tone-Fluss.

## Geschichte
Kazo erhielt am 3. Mai 1954 das Stadtrecht. Der am 21. Januar 1990 entdeckte Asteroid (11504) Kazo wurde im Mai 2001 nach der Stadt benannt.

## Ereignisse
- 3. Februar: Im Rahmen des Festes Setsubun findet in Fudooka das traditionelle Streuen von Sojabohnen statt.
- 3. Mai: Am Tone-Fluss wird der Jumbo-Koinobori, die größte Karpfenfahne der Welt, gehisst.
- vierter Sonntag im Juli: Sommerfest
- dritter Sonntag im Oktober: Parade der Grundschulen der Stadt

## Verkehr
- Straße:
  - Tōhoku-Autobahn
  - Nationalstraße 122, nach Tōkyō oder Nikkō
  - Nationalstraße 125, nach Kumagaya oder Oyama
- Zug:
  - Tōbu Nikkō-Linie (Zweig der Tōbu Isesaki-Linie), nach Asakusa oder Nikkō

## Angrenzende Städte und Gemeinden
- Präfektur Saitama
  - Gyōda
  - Kuki
  - Hanyū
  - Kōnosu
- Präfektur Gunma
  - Itakura
- Präfektur Tochigi
  - Tochigi
- Präfektur Ibaraki
  - Koga